# آلیا، آرییژ

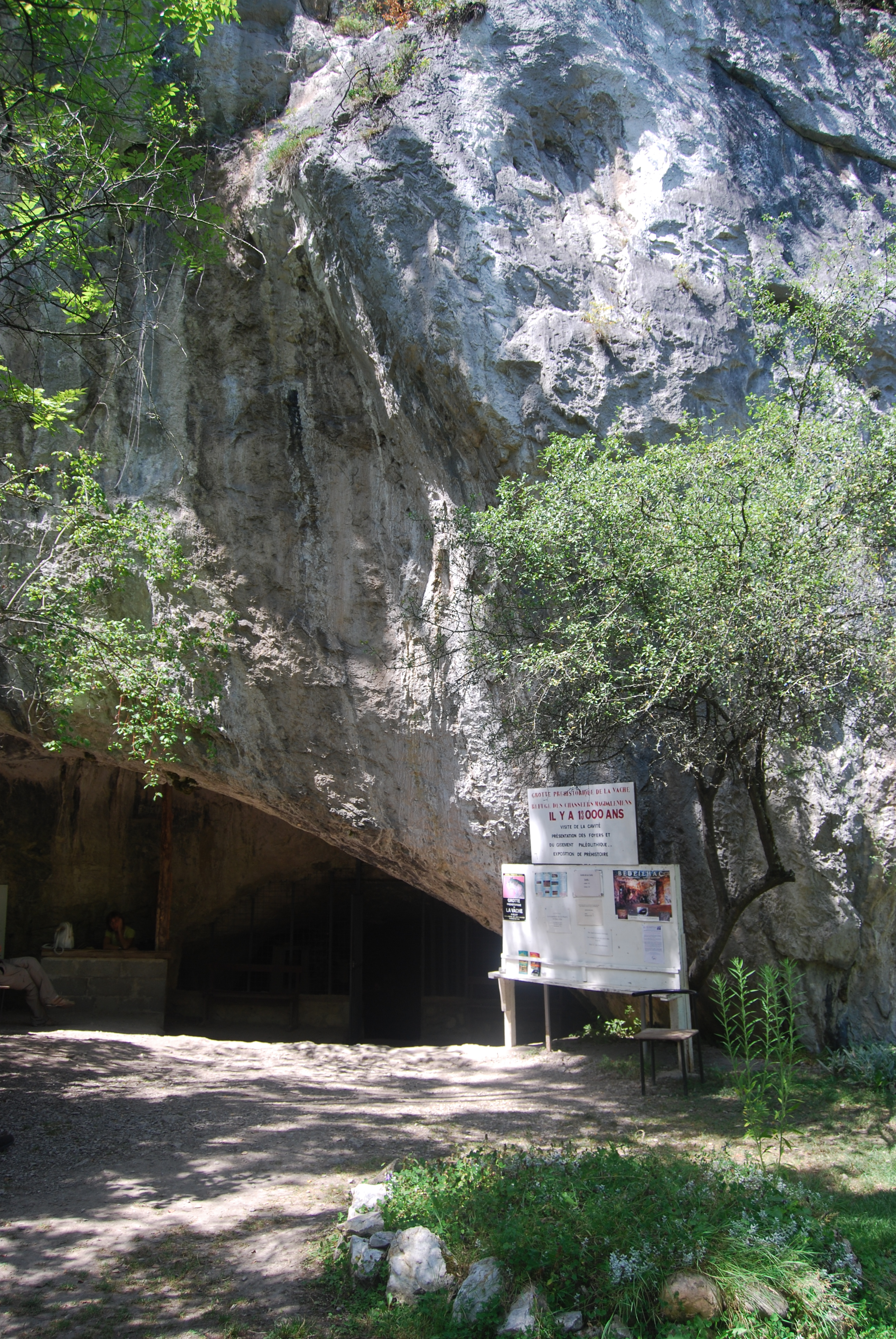
ورودی غار لا واچ

آلیا (به فرانسوی: Alliat) یک کمون در فرانسه با جمعیت ۶۴ نفر است که در Canton of Tarascon-sur-Ariège واقع شده‌است.